# کینگری
کینگری (به انگلیسی: Kingri) یک منطقهٔ مسکونی در پاکستان است که در ایالت سند واقع شده‌است. کینگری ۵۰ متر بالاتر از سطح دریا واقع شده‌است.